# August Alexander Klengel
August Stephan Alexander Klengel (ur. 29 czerwca 1783 w Dreźnie, zm. 22 listopada 1852 tamże) – niemiecki pianista.

## Życiorys
Początkowo był uczniem Johanna Petera Milchmeyera. W 1803 roku został uczniem Muzio Clementiego, któremu towarzyszył w podróży koncertowej przez kraje niemieckie do Petersburga, gdzie w latach 1805–1811 przebywał w charakterze prywatnego nauczyciela muzyki. W kolejnych latach koncertował w Paryżu, Londynie i Włoszech. Po powrocie do Drezna otrzymał w 1817 roku posadę nadwornego organisty. Do końca życia pozostał związany z rodzinnym miastem, poza krótkimi podróżami już go nie opuszczając.
Ceniony za życia jako organista, był jednym z pierwszych propagatorów muzyki Johanna Sebastiana Bacha. Jako wykonawca i kompozytor odwoływał się do tradycji dawnych mistrzów, stroniąc od nowatorstwa. Jego twórczość reprezentuje przykład neobarokowego kontrapunktu, ze względu na pomysłowość w wymyślaniu kanonów nadano mu przydomek Kanon-Klengel. W 1841 roku wydał w Dreźnie zbiór 24 kanonów fortepianowych pt. Les avantcoureurs. Był autorem zainspirowanych twórczością Bacha 48 kanonów i 48 fug we wszystkich tonacjach majorowych i minorowych, wydanych pośmiertnie w Lipsku w 1854 roku.